# Palazzo Fusconi Pighini

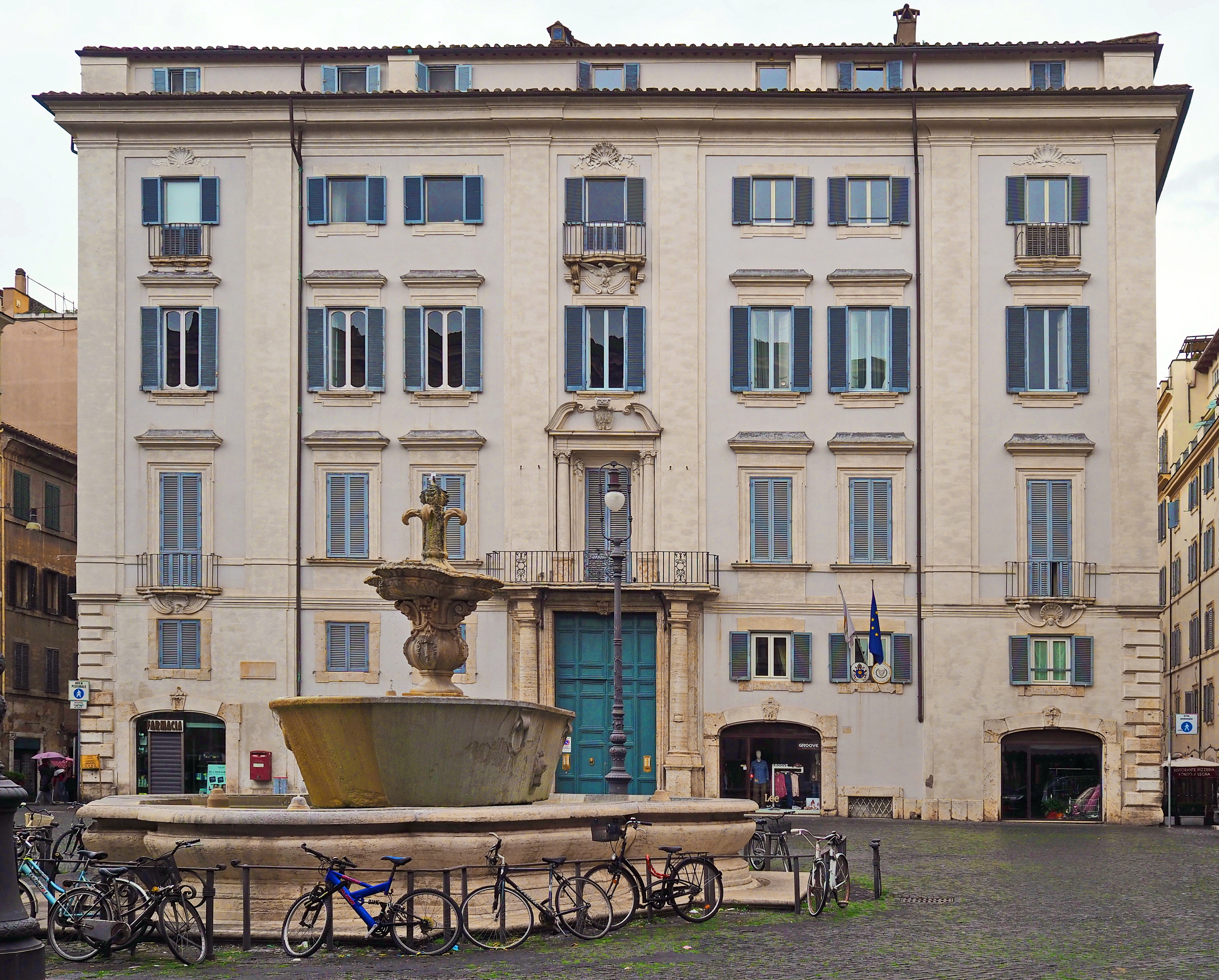
Vista do palácio na Piazza Farnese

Palazzo Fusconi Pighini ou Palazzo Fusconi Pichini, conhecido mais tarde como Palazzo del Gallo di Roccagiovine, é um palácio localizado no número 44 da Piazza Farnese, no rione Regola de Roma.

## História
O edifício original foi atribuído a Jacopo Barozzi da Vignola, mas só foi construído em 1524 por Baldassarre Peruzzi, certamente o responsável pelo desenho do portal, para Francesco Fusconi, de Nórcia, arquiatro dos papas Clemente VII e Paulo III. Em 1554, o palácio foi herdado pelo sobrinho dele, monsenhor Adriano Fusconi, bispo de Aquino, e dele para os Pighini, também seus sobrinhos. O edifício na época era muito menor que o atual, resultado de uma ampliação realizada pelo cardeal Alessandro Pighini no início do século XVIII, um projeto do arquiteto Alessandro Specchi.

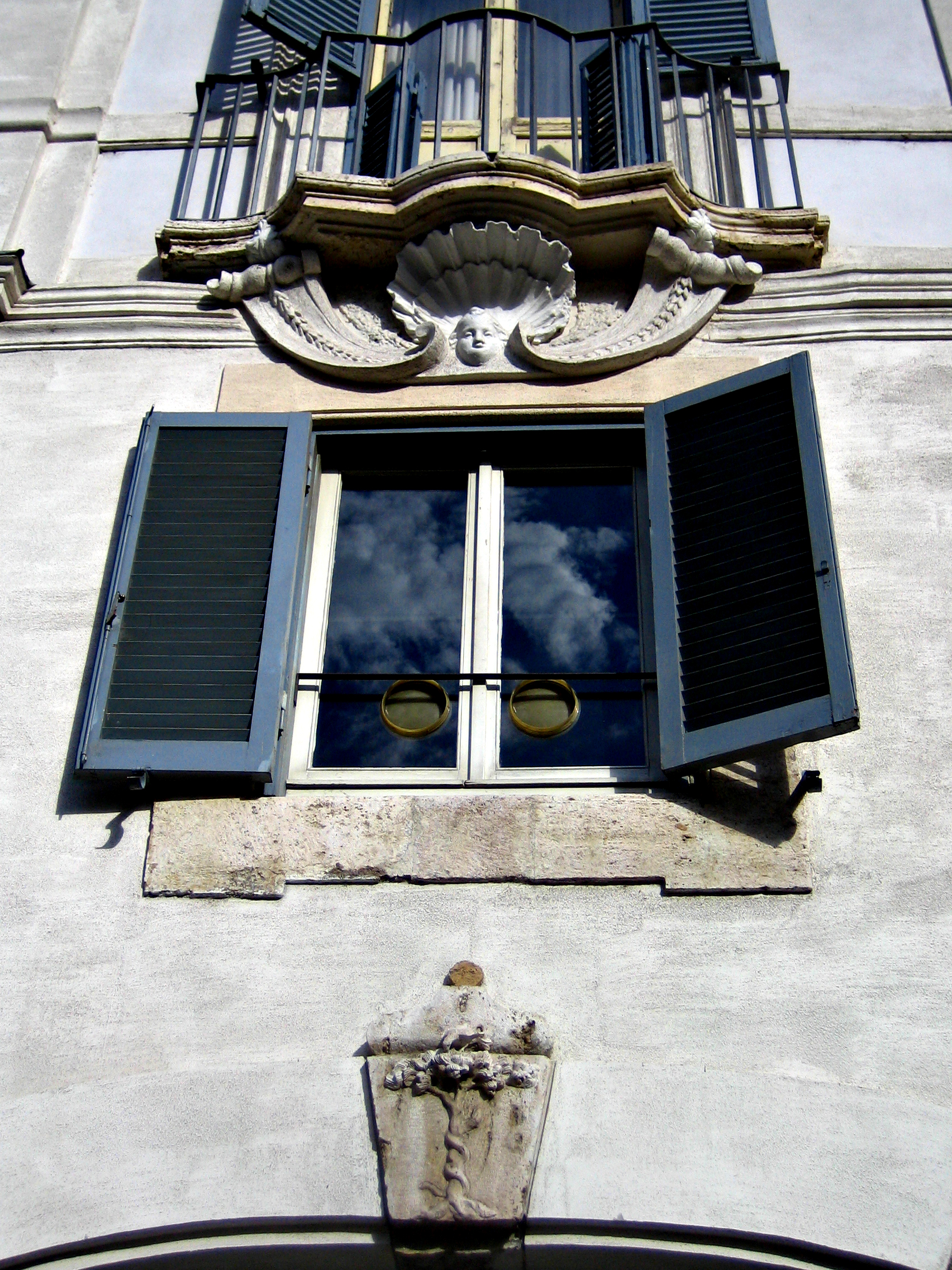
Detalhe da fachada

Os Pighini abrigaram no palácio uma grande coleção de obras antigas, entre as quais uma estátua de Meleagro com o javali, cópia romana de um original atribuído a Escopas (século IV a.C.) conservada atualmente no Museo Pio Clementino, no Vaticano.
No século XVIII, o palácio passou para os marqueses Curti Lepri e, finalmente, em 1872, a Luciano Del Gallo, da família dos marqueses de Roccagiovine a partir de 1824 e parentes por matrimônio da família Bonaparte.
Abriga atualmente, entre outros escritórios, a Embaixada de Chipre à Santa Sé.

## Descrição
O palácio ocupa um terreno isolado compreendido entre a Piazza Farnese, a Via dei Baullari, o Campo dei Fiori e a Via della Corda, com a fachada principal na Piazza Farnese.
No centro do piso térreo está um portal retangular, obra de Peruzzi, flanqueado por duas colunas assentadas em bases altas que sustentam uma varanda no piso nobre. Dos lados estão espaços para lojas com cornijas em arcos rebaixados no centro dos quais estão brasões da família Pighini. Sobre eles estão as pequenas janelas do mezzanino, nas extremidades do qual estão arquitraves com festões, pequenas conchas e uma pequena cabeça. Depois da cornija marcapiano, no piso nobre, se abrem nas extremidades duas lógias com janelas seguidas de duas outras janelas normais e a porta-janela da varanda central, emoldurada por duas colunas e um tímpano com o brasão dos Roccagiovine. No piso superior estão sete janelas com arquitraves simples, com exceção da central, que está adornada com uma águia de asas abertas. O último piso tem varandas laterais e uma central encimadas por conchas e separadas por pequenas janelas.

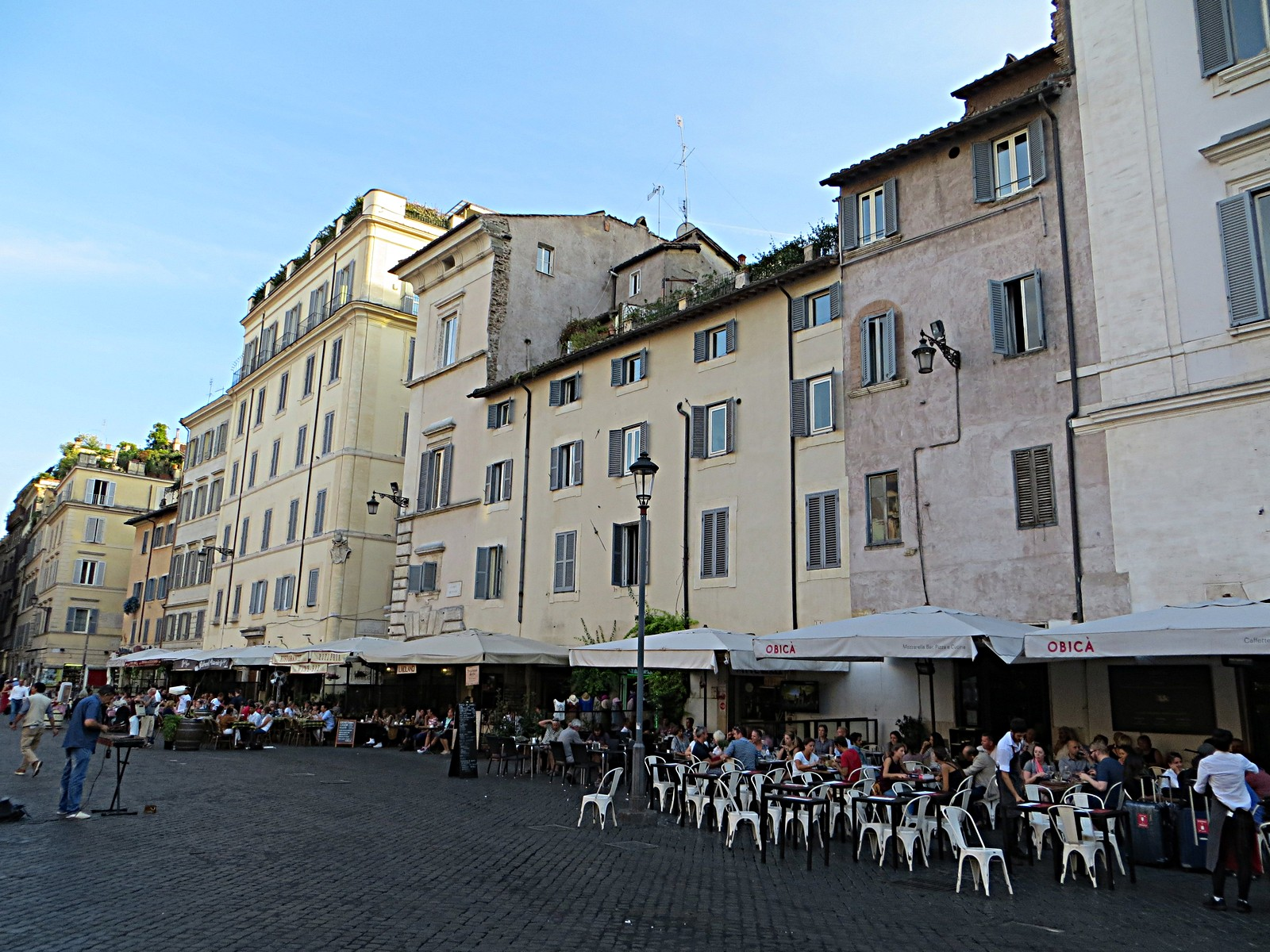
Fachada do palácio no Campo dei Fiori.

Notável também é a fachada na Via dei Baullari, com seis espaços para lojas no piso térreo e um portão central, sobre o qual está a varanda do piso nobre com uma porta-janela decorada por festões. Cada piso conta com treze janelas.

### Escadaria
Alessandro Specchi, responsável pela reforma de 1720, é também responsável pela magnífica escadaria do pátio interno. Com rampa dupla e ligeiramente oblíqua, ela liga três pisos rodeada por colunas e pilastras e é delimitada de forma bastante graciosa por uma balaustrada baixa de mármore e estuque. Uma solução um tanto corajosa, através da qual o arquiteto pretendia romper de forma explícita com a tradição anterior, que tendia a situar a escadaria de honra no interior do palácio como um elemento monumental recluso, pouco visível do exterior. Specchi, ao invés disto, reinseriu a escadaria no contexto estrutural do edifício com uma intenção cenográfica precisa, pretendendo talvez um diálogo com a fachada austera e maciça do Palazzo Farnese, um contraste entre o repleto e o vazio de duas arquiteturas postas diante uma da outra.